# Sam O’Cool – Ein schräger Vogel hebt ab
Sam O’Cool – Ein schräger Vogel hebt ab (Originaltitel: Gus – Petit oiseau, grand voyage) ist ein französisch-belgischer Computeranimationsfilm von Christian De Vita aus dem Jahr 2014. Der Kinostart in Deutschland war am 21. Mai 2015.

## Handlung
Als Darius, der Anführer eines Schwarms von Zugvögeln, von einer großen Katze attackiert wird, soll ausgerechnet Nesthäkchen Sam neuer Anführer des Schwarms werden. Dabei hat der kleine Vogel keinerlei Flugerfahrung. Die anderen Vögel sind nur wenig begeistert, denn der junge und schreckhafte Vogel ist eher für seine Tollpatschigkeit als für seine Führungsqualitäten bekannt. Es ist klar, dass Sam über sich hinauswachsen muss, um den überall lauernden Gefahren zu trotzen und seine Mitflieger heil nach Afrika zu bringen.

## Kritik
Der Filmdienst urteilte, die „formelhafte Geschichte sowie die eindimensionalen Charaktere“ würden „nie mit Leben gefüllt, zudem bleibt der Film auch tricktechnisch weit hinter aktuellen Standards zurück“.

## Auszeichnungen
Beim Sichuan TV Festival 2015 gewann der Film den Gold Panda in der Kategorie Bester fremdsprachiger Animationsfilm. Zudem erhielt er eine Nominierung in der Kategorie Beste Regie bei einem Animationsfilm (Christian De Vita).

## Synchronisation

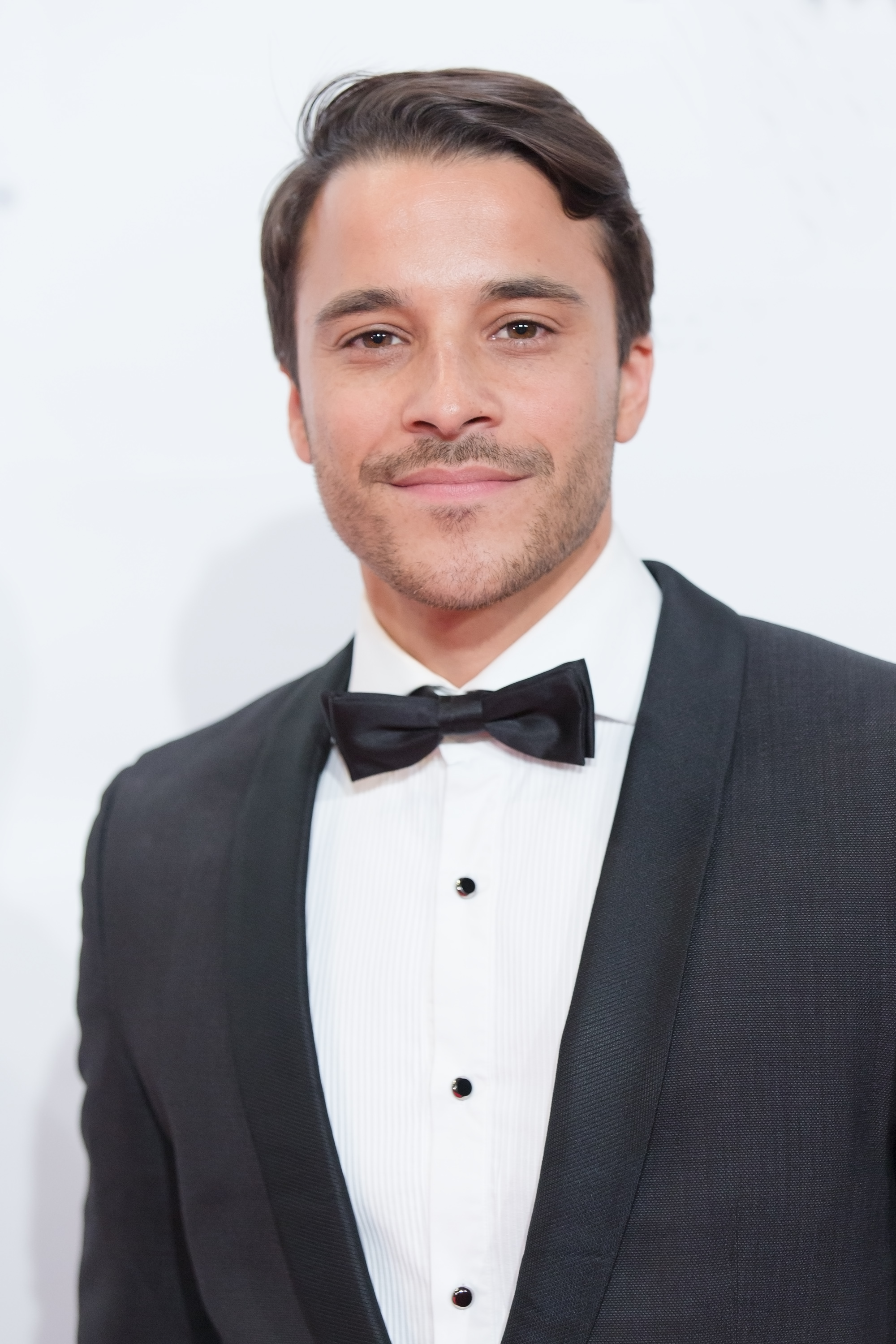
Kostja Ullmann spricht in der deutschen Version Sam

Die deutsche Synchronisation erfolgte von Splendid Synchron in Köln, die Dialogregie übernahm Ilya Welter.
| Originalsprecher      | Deutsche Sprecher | Rolle         |
| --------------------- | ----------------- | ------------- |
| Seth Green            | Kostja Ullmann    | Sam           |
| Ryan Lee              | Sebastian Fitzner | Anton         |
| Danny Glover          | Jürgen Kluckert   | Darius        |
| Dakota Fanning        | Daniela Hoffmann  | Delf          |
| Elliott Gould         | Lutz Schnell      | Eule          |
| Jadon Sand            | Simon Schmidt-Foß | Fleck         |
| T.E. Russell          | Amadeus Strobl    | Fleck (älter) |
| Joey King             | Soraya Richter    | Gigi          |
| Christine Baranski    | Almut Zydra       | Janet         |
| Jim Rash              | Jens Wawrczeck    | Karl          |
| Conchata Ferrell      | Regina Lemnitz    | Marjorie      |
| Zachary Gordon        | David Wittmann    | Max           |
| Richard Kind          | Michael Pan       | Michka        |
| Christopher L. Parson | Bernhard Völger   | Ratte         |
| Cedric Yarbrough      | Michael Iwannek   | Robbe         |